# Once pares de botas
Once pares de botas és una pel·lícula espanyola de 1954 ambientada en el món del futbol i dirigida per Francesc Rovira-Beleta. És notòria per tenir aparicions estel·lars de famosos futbolistes de l'època com Antoni Ramallets, Alfredo Di Stefano, Ladislao Kubala, Aldecoa, Gaínza, Campanal, Puchades, Molowny, Segarra, Ipiña, Lesmes, Biosca i Zarra. També apareixen Tete Montoliu i els locutors Matías Prats Cañete i Federico Gallo Lacárcel.

## Argument
Laura, la filla del director del Club Esportiu Hispania, aconsegueix fitxar el prometedor jugador Ariza, provinent del poblet de Valmoral de la Sierra. L'espurna sorgeix entre ells, però Laura té un altre pretendent, el jugador Mario Valero.
Valero, ple de gelosia, es deixa subornar per a fer que el seu equip perdi. Ariza descobreix els seus plans i no se li ocorre millor solució per a evitar la derrota que lesionar Valero.
Ariza queda com un salvatge, tothom li dona l'esquena i ha de deixar l'equip, però finalment es descobreix la veritat i és rehabilitat.

## Producció
La pel·lícula va tenir tres guions, el primer dramàtic, el segon enfocat a la comèdia, i el tercer i definitiu que era una mescla dels anteriors. El metratge barreja escenes de partits de futbol reals amb altres filmades amb els actors i on no es veu la graderia. El Club Esportiu Hispania és un equip fictici però pot prendre's com un trasumpte del Real Club Esportiu Espanyol.

## Repartiment
- José Suárez - Ignacio Ariza
- Mari Carmen Pardo (acreditada com Carmen Pardo) - Laura López Salgado
- Elisa Montés - Esther
- Javier Armet - Mario Valero
- José Isbert - pare Roque
- Manolo Morán - Ernesto
- Mary Santpere - cambrera
- Jesús Colomer - Toñi